# Ståle Storløkken

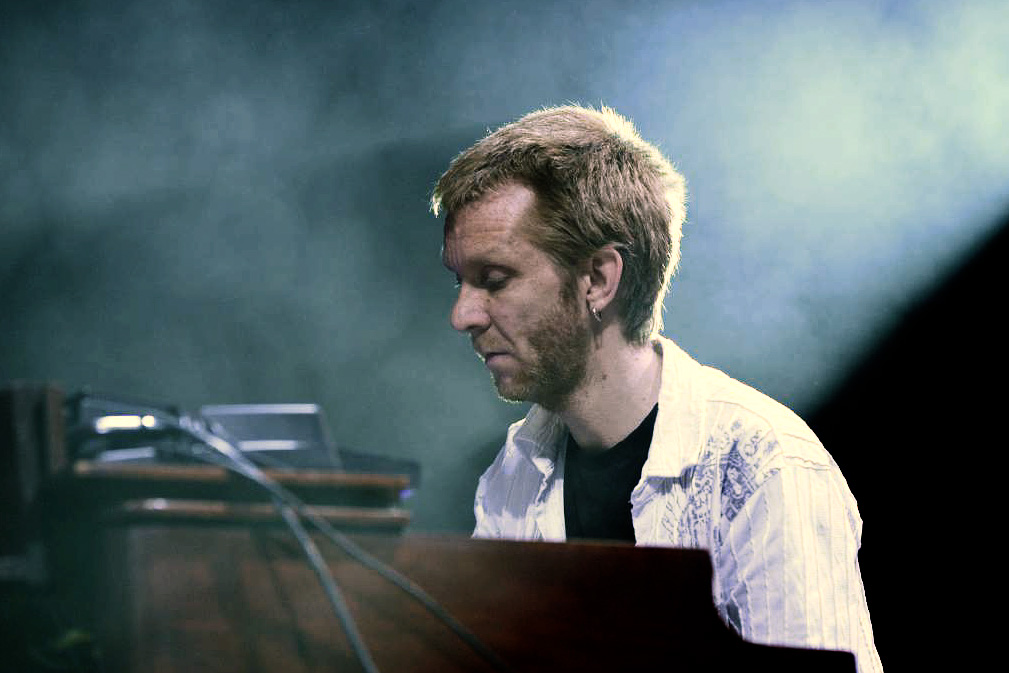
Ståle Storløkken, moers festival 2009

Ståle Storløkken (* 19. Februar 1969 in Lillehammer) ist ein norwegischer Jazzmusiker (Keyboards, auch Kirchenorgel, Komposition).

## Leben und Wirken
Storløkken spielt Kirchenorgel, seit er zwölf Jahre alt ist. Beim Musikstudium am Musikkonservatorium in Trondheim, das er von 1988 bis 1990 absolvierte, spezialisierte er sich auf elektronische Instrumente in Jazz und improvisierter Musik.
Er spielte zu dieser Zeit in einer Band namens Dr. Schjabert Fjarck & De Frustrerte. 1989 gründete er mit Jarle Vespestad und Arve Henriksen das Trio Veslefrekk, dessen gleichnamiges Debütalbum 1993 aufgenommen wurde und 1994 erschien. Daneben arbeitete er mit anderen Bands wie Piggy Bop (1991), Gunnar Andreas Bergs Supernatural, der Bodega Band (1992) und der Gruppe M'boko. Ab 1995 spielte er zusammen mit seiner Frau Tone Åse und Tor Haugerud im Trio Bol.
Mit Christian Wallumrød schrieb er 1994 für das Kongsberg Jazzfestival das Auftragswerk Eight Thirty; 1996 trat er mit der eigenen Band The Stoken Experience beim Molde Jazzfestival auf. Er spielte Alben mit Håvard Lund, Anders Kjellberg und Didrik Ingvaldsen ein und arbeitete mit Terje Rypdal, Terje Isungset,  Eldbjørg Raknes und der Gruppe von Knut Værnes und Lars Danielsson.
Seit 1997 ist Storløkken Mitglied der Band Supersilent, die aus den Mitgliedern von Veslefrekk  und Helge Sten besteht und bislang 14 Alben (Supersilent 1–14) aufnahm. (Mit der kleineren Besetzung von Veslefrekk entstand 2004 das Album Valse Mysterioso.)
2000 spielte Storløkken auf Audun Kleives Album Generator X, im Folgejahr auf Sverre Gjørvads Denne lille pytten er et hav. 2004 erschien ein Duoalbum mit Thomas Strønen (Humcrush auf Rune Grammofon); seitdem hat das Duo Humcrush, weitere vier Alben veröffentlicht. 2005 erschien ein Album mit Lisbeth Diers, im Folgejahr spielte er auf Terje Rypdals Album Vossabrygg. Seit 2006 spielt er zudem zusammen mit Torstein Lofthus und Nikolai Hængsle Eilertsen im Fusiontrio Elephant9, das bis 2024 elf Alben bei Rune Grammofon vorlegte. Mit Per Texas Johansson, Petter Eldh und Gard Nilssen legte er das  Album Unionen (We Jazz, 2024) vor.
2010 komponierte Storløkken  sein eigenes Auftragswerk für Moldejazz mit der Band Motorpsycho, dem Trondheim Jazz Orchestra und den Trondheim Soloists. Eine weitere Zusammenarbeit mit Motorpsycho gab es mit dem Werk En Konsert For Folk Flest, das am 31. Juli 2014 in der Nidarosdom in Trondheim aufgeführt wurde. Storløkken spielte dort auf einer Steinmeyer-Orgel. Weitere Mitwirkende waren der Kammerchor Aurum und das Streicher-Duo Sherrifs of Nothingness mit Kari Rønnekleiv und Ole Henrik Moe jr. Im Jahr 2016 wirkte er mit Eivind Aarset, Bill Laswell, Kenneth Kapstad, Nils Petter Molvær und Rebecca Sneddon auf dem Album Hypersomniac des italienischen Sängers und Komponisten Lorenzo Esposito Fornasari aka LEF mit. 
Erst 2019 legte Storløkken mit The Haze of Sleeplessness sein Debütalbum vor, dem 2021 das Orgel-Album Ghost Caravan folgte. Beim Jazzfest Berlin spielte er im selben Jahr ein Konzert an der Schuke-Orgel in der Kaiser-Wilhelm-Gedächtniskirche.
Storløkken wurde 2019 mit dem Buddyprisen ausgezeichnet. Er ist auch auf Alben von Box, Cucumber, Frode Haltli Avant Folk, Heaven Hill Fragmentarium, Hedvig Mollestad Weejuns, Møster!, Pocket Corner, Reflections in Cosmo und auf Hedvig Mollestads Album Maternity Beat (mit dem Trondheim Jazz Orchestra, 2022) zu hören.

## Diskografische Hinweise
| Jahr | Titel                     | Höchstplatzierung, Gesamtwochen, AuszeichnungChartsChartplatzierungen (Jahr, Titel, Platzierungen, Wochen, Auszeichnungen, Anmerkungen) | Anmerkungen     |
| Jahr | Titel                     | NO | Anmerkungen     |
| ---- | ------------------------- | --- | --------------- |
| 2012 | The Death Defying Unicorn | NO7 (8 Wo.)NO | mit Motorpsycho |
| 2015 | En konsert for folk flest | NO24 (1 Wo.)NO | mit Motorpsycho |
| 2019 | The Haze of Sleeplessness | NO—NO |                 |